# Páchni
Páchni är en ort i Grekland.   Den ligger i prefekturen Nomós Xánthis och regionen Östra Makedonien och Thrakien, i den nordöstra delen av landet, 400 km norr om huvudstaden Aten. Páchni ligger 758 meter över havet och antalet invånare är 1 110.
Terrängen runt Páchni är kuperad åt sydost, men åt nordväst är den bergig. Runt Páchni är det ganska glesbefolkat, med 35 invånare per kvadratkilometer. Närmaste större samhälle är Xánthi, 18,9 km söder om Páchni. Trakten runt Páchni består till största delen av jordbruksmark.